# ويل هارفي
ويل هارفي (بالإنجليزية: Will Harvey)‏ هو مهندس أمريكي، ولد في 1967.

## روابط خارجية
- حلقة 1984 من كمبيوتر كرونكلز، ضمت فقرة لهارفي يشرح مجموعة بناء الموسيقى.